# Zsuzsa Diószegi
Zsuzsa Diószegi (* 14. Februar 1963 in Budapest) ist eine ungarische Badmintonspielerin. 

## Karriere
Zsuzsa Diószegi war in Ungarn sechs Mal bei den Juniorenmeisterschaften erfolgreich, bevor sie sich in ihrem letzten Juniorenjahr 1981 erstmals bei den Erwachsenen durchsetzen konnte. 1982 erkämpfte sie sich zwei weitere Titel bei den Einzelmeisterschaften. 1981 und 1985 war sie des Weiteren zweimal bei den Mannschaftsmeisterschaften erfolgreich.

## Sportliche Erfolge
| Saison | Veranstaltung                              | Disziplin   | Platz | Name                                |
| ------ | ------------------------------------------ | ----------- | ----- | ----------------------------------- |
| 1978   | Ungarn: Einzelmeisterschaften der Junioren | Damendoppel | 1     | Ildikó Vígh / Zsuzsa Diószegi       |
| 1979   | Ungarn: Einzelmeisterschaften der Junioren | Damendoppel | 1     | Ildikó Vigh / Zsuzsa Diószegi       |
| 1980   | Ungarn: Einzelmeisterschaften der Junioren | Mixed       | 1     | Gábor Petrovits / Zsuzsa Diószegi   |
| 1980   | Ungarn: Einzelmeisterschaften der Junioren | Dameneinzel | 1     | Zsuzsa Diószegi                     |
| 1981   | Ungarn: Einzelmeisterschaften der Junioren | Dameneinzel | 1     | Zsuzsa Diószegi                     |
| 1981   | Ungarn: Einzelmeisterschaften der Junioren | Damendoppel | 1     | Márta Dovalovszki / Zsuzsa Diószegi |
| 1981   | Ungarn: Einzelmeisterschaften              | Mixed       | 1     | György Vörös / Zsuzsa Diószegi      |
| 1981   | Ungarn: Einzelmeisterschaften              | Damendoppel | 1     | Ildikó Vígh / Zsuzsa Diószegi       |
| 1982   | Ungarn: Einzelmeisterschaften              | Mixed       | 1     | György Vörös / Zsuzsa Diószegi      |
| 1982   | Ungarn: Einzelmeisterschaften              | Damendoppel | 1     | Ildikó Vígh / Zsuzsa Diószegi       |

## Referenzen
- Ki kicsoda a magyar sportéletben? Band 1 (A–H). Szekszárd, Babits Kiadó, 1994. ISBN 963-7806-90-3

| Personendaten    | Personendaten                 |
| ---------------- | ----------------------------- |
| NAME             | Diószegi, Zsuzsa              |
| KURZBESCHREIBUNG | ungarische Badmintonspielerin |
| GEBURTSDATUM     | 14. Februar 1963              |
| GEBURTSORT       | Budapest                      |